# Manos

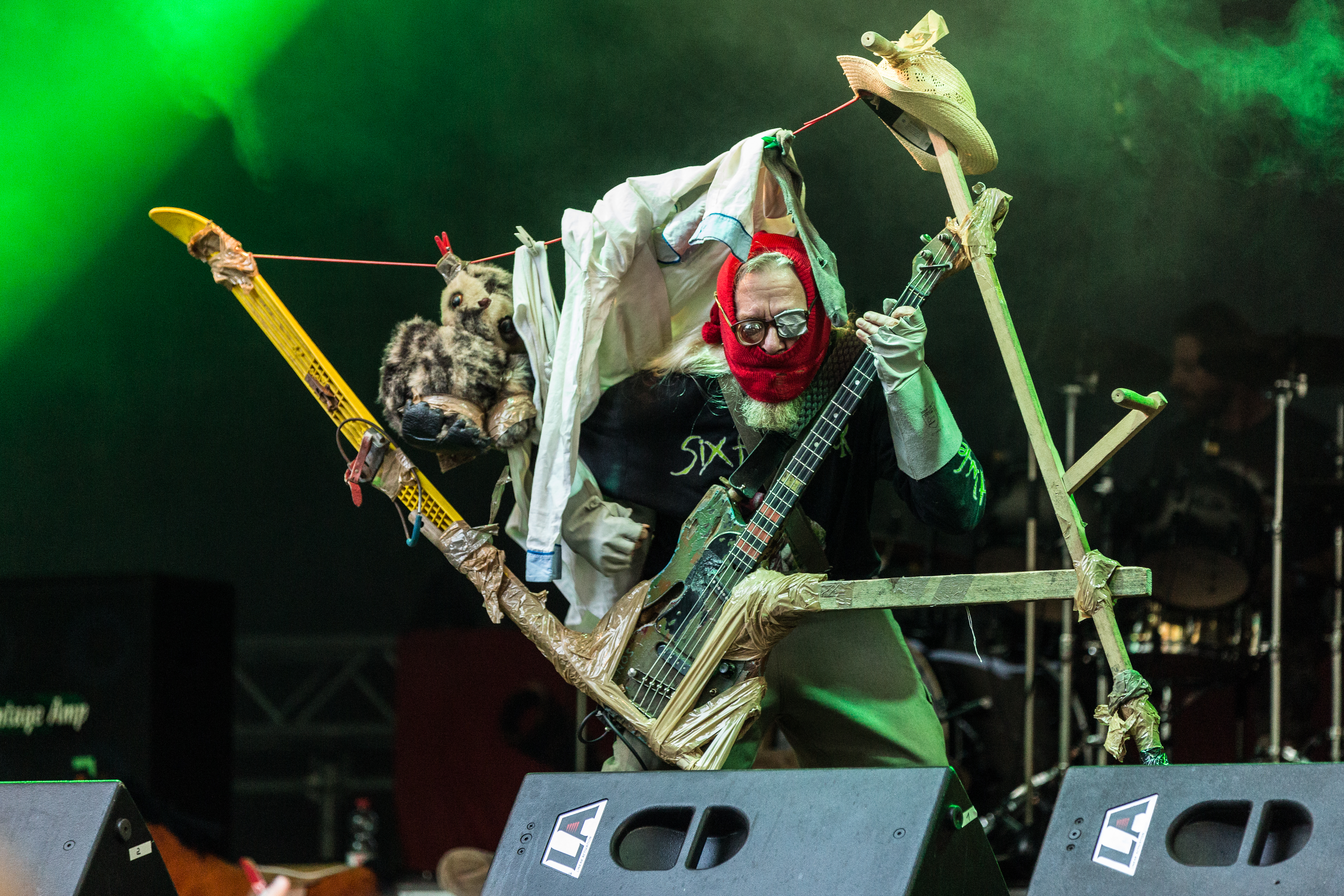
Bassist Mario Löbelt beim RudE 2017

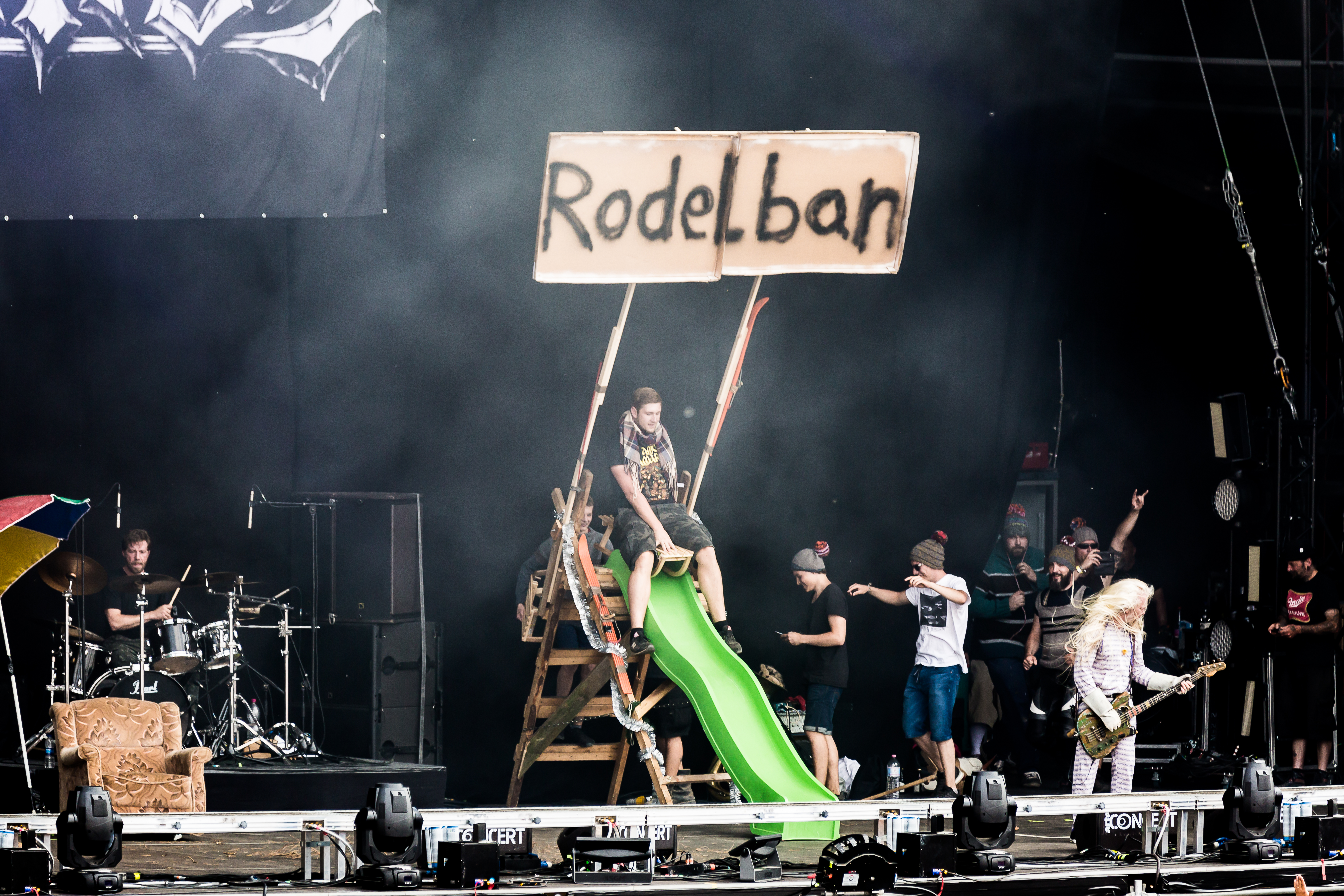
"Rodelban" für Fans als Bühnenprogramm, With Full Force 2018

Manos ist eine 1984 in Querfurt in Sachsen-Anhalt gegründete deutsche Band.

## Geschichte
Manos wurde als Schülerband nahe Querfurt in der DDR ursprünglich unter dem Namen Löwenherz gegründet. 1987 nannte sich die Band in Manos um. Der Name entstammte einem US-amerikanischen Comic. Manos ist dort ein Dämonenjäger. In der DDR war Metal allerdings nur eine Randerscheinung. Um ihre Einstufung zu erhalten, die damals notwendig war, um in der DDR professionell Musik zu machen, musste sich die Band nach einer gescheiterten Einstufung beschweren. Trotz Einstufung passierte während der DDR-Zeit bis auf einige lokale Auftritte und einen Studiotermin beim Jugendsender DT64 nicht viel.
Nach der Wende veröffentlichte die Band mehrere Demokassetten. Besonders zu erwähnen ist das im November 1990 im Eiskeller in Leipzig absolvierte Konzert als Vorband der norwegischen Black-Metal-Band Mayhem mit dem damaligen Sänger Dead, der circa fünf Monate später Suizid verübte (eine Aufnahme von Mayhems Auftritt erschien später unter dem Titel Live in Leipzig). Der Durchbruch kam schließlich mit einer nach der Band benannten EP und dem Debütalbum La Bumm – Die Fette (eine Anspielung auf den Film La Boum – Die Fete) auf dem Grindcore-Label Poserslaughter Records. 1995 folgte das zweite Album Terrible Reality. 1996 erschien das Album Weihnachtsfieber als Eigenproduktion, danach wechselte die Band zu Morbid Records, wo die Alben At Mania of Death (1998) und Living Burial (2000) veröffentlicht wurden. 2000 erschien auch die Eigenproduktion Friede, Freude, Eierkuchen. Größere Auftritte folgten auf dem Wacken Open Air und dem With Full Force. International in der Schweiz, in Slowenien sowie der Slowakei. Gespielt werden ihre Titel auch in Spanien, Russland und den Vereinigten Staaten.
Das bis dato letzte Album Genocide erschien 2007 wieder über Morbid Records. Für ihr 25. Jubiläum 2009 veranstaltete die Band ein Geburtstagsfestival mit befreundeten Gruppen wie Postmortem und Die Apokalyptischen Reiter. Am 8. Dezember 2011 verkündete die Band über Facebook eine längere Auszeit und lud alle Fans zum Abschiedskonzert am 16. Dezember 2011 nach Halle (Saale) ein.
Seit 2015 ist die Band wieder Live zu sehen.

## Stil
Manos spielt eine Mischung aus Fun Metal, Thrash Metal und Grindcore. Durch ihre Live-Auftritte mit zahlreichen Späßen und ihren humorvollen Liedern ist die Band insbesondere in der ostdeutschen Metal-Szene bekannt und beliebt. Dabei spielt die Band auf verschiedene Metal-Klischees an oder parodiert bekannte Bands und/oder Lieder. Allerdings ist die Band aufgrund ihres Humors auch nicht überall beliebt und funktioniert für viele Kritiker auch nur als Live-Band, während die Tonträger nicht unbedingt den Geschmack der Rezensenten treffen.

## Bandmitglieder

Manos, live auf dem With Full Force 2018
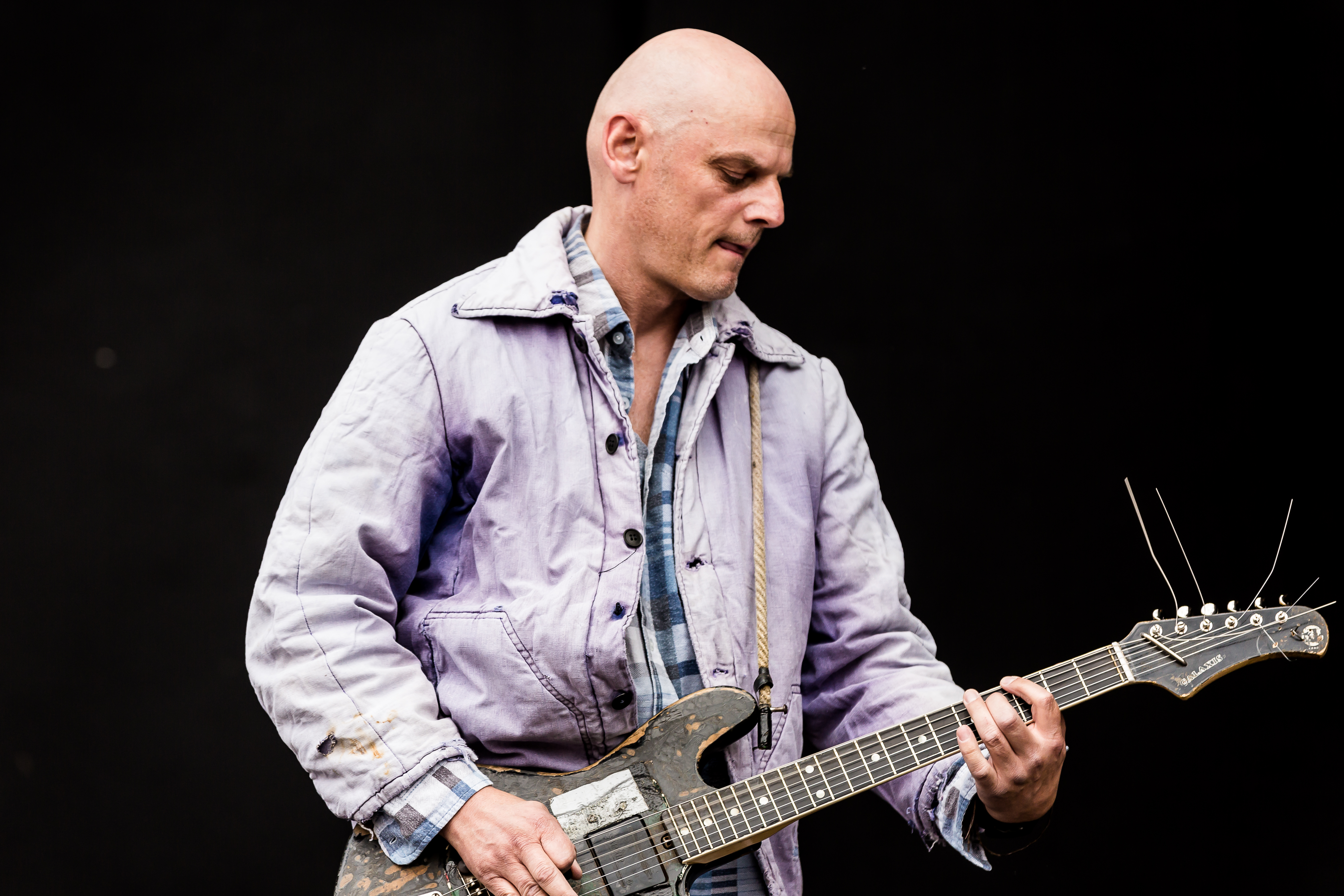
Sänger und Gitarrist Mike Andrae
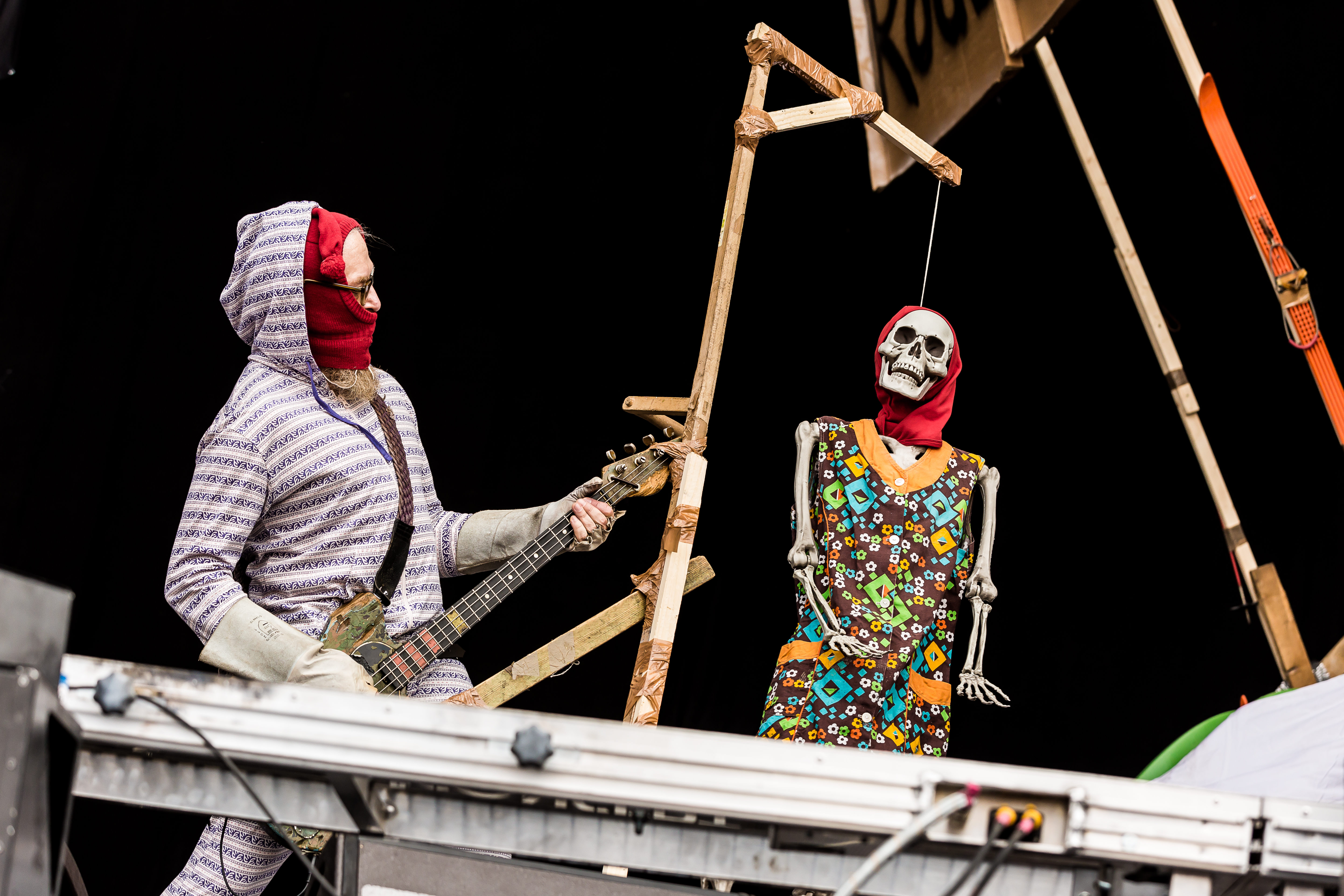
Bassist Mario Loebelt mit „Installation“ am Instrument
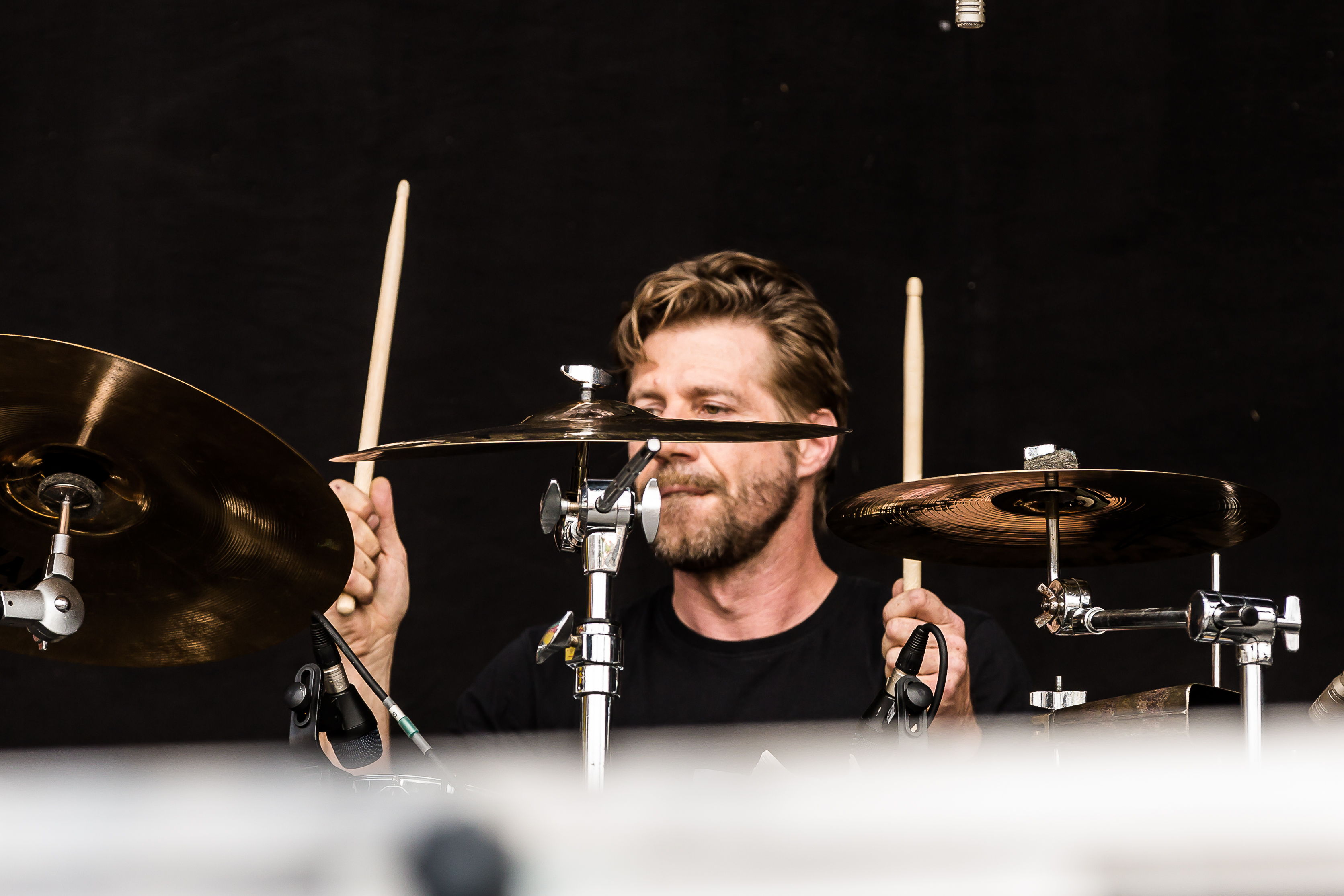
Schlagzeuger Marc Brandtner

## Diskografie
- 1989: Kranker Tannenbaum (Demo)
- 1990: Frust (Demo)
- 1991: Manos (EP, limitiert auf 1000 Stück)
- 1994: La Bumm – Die Fette (MCD)
- 1995: Terrible Reality (CD)
- 1996: Weihnachtsfieber (MCD)
- 1998: At Mania of Death (CD, Vinyl limitiert auf 1000 Stück)
- 2000: Living Burial (CD)
- 2000: Friede, Freude, Eierkuchen (MCD)
- 2002: Höhepunkte (Livevideo)
- 2007: Genocide (CD)
- 2007: At Mania of Death – Remixed and Mastered (CD)
- 2018: True Life (CD, Vinyl limitiert auf 500 Stück)